# Friedrich Parrot
Pour les articles homonymes, voir Parrot.
Johann Jacob Friedrich Wilhelm Parrot (né en 1791 à Karlsruhe, Margraviat de Bade, mort en 1841 à Tartu, gouvernement d'Estonie) est un médecin, naturaliste et explorateur badois de la Baltique.

## Biographie
Friedrich Parrot est le fils du physicien Georges-Frédéric Parrot (1767-1852), premier recteur de l’Université de Tartu (1767-1852). Selon les sources, Friedrich (ou Frédéric) Parrot est estonien, allemand ou russe. Ces incertitudes s'expliquent. En effet, son père est né à Montbéliard, en 1767, alors comté indépendant appartenant aux comtes de Wurtenberg. Le comté n'est devenu français qu'en octobre 1793. À cette époque, Georges-Frédéric Parrot était probablement déjà installé en Estonie, reprise à l’Allemagne par la Russie, mais pays à forte influence allemande, surtout dans la classe dirigeante.
De 1807 à 1814, Friedrich Parrot étudie la médecine à l'université impériale de Dorpat (aujourd'hui Université de Tartu). Il obtient, en 1814, le diplôme de docteur en médecine et chirurgie, à la faculté de médecine de l'université de Tartu. Friedrich Parrot est professeur d'histoire naturelle et de philosophie à l’université impériale de Dorpat (aujourd’hui Tartu), en Estonie sous le règne du tsar Alexandre Ier, ami de son père. En 1815, il sert comme médecin dans l’armée du tsar en guerre contre Napoléon. Il devient chirurgien en chef, et est admis, en 1816, à l'Académie des sciences de Saint-Petersbourg.
En 1821, il est nommé professeur de physiologie, de pathologie et de sémiotique, et, plus tard (en 1826), professeur de physique, à l'Université de Tartu. En 1830 et 1831, il est vice-recteur de l'Université de Tartu, dont il sera recteur de 1831 à 1834.
Il meurt à Dorpat (Tartu) en 1841. Sa fille, Anna Magaretha Parrot a épousé Conrad Jacob Strauch. Leurs descendants vivent en Australie.
La pointe Parrot et la parrotia persica portent son nom. Friedrich Parrot est l'inventeur d'un gazomètre et d'un baro-thermomètre (de). En Livonie, il popularise l'usage du cadran solaire catalan, un petit instrument de poche cylindrique, d'environ 8 cm de long et de 1,5 cm de diamètre.

## Voyages
En 1811 et 1812, à l'âge de 20 ans, il entreprend, avec Moritz von Engelhardt (de), un voyage minéralogique en Crimée et dans le Caucase. Il cartographie ce dernier, et mesure, à l'aide d'un baromètre, la différence de niveau entre la mer Noire et la mer Caspienne. Il publie son Voyage en Crimée et au Caucase entre 1815 et 1818.
En 1816 et 1817, Parrot se rend en France et visite les Alpes et les Pyrénées, de Saint-Jean-de-Luz à Perpignan. La relation de ce voyage sera publiée en 1823 (Reise in den Pyrenäen von Friedrich Parrot, doct. d. méd. et chir.). Il décrit avec précision l'itinéraire pour atteindre le sommet du Néthou (l'Aneto), aujourd'hui la « voie normale », mais que les premiers ascensionnistes, en 1844, préférèrent éviter, par peur du glacier. Il repart ensuite vers Perpignan, puis Marseille.
En 1829, il est envoyé par le gouvernement de Russie dans le Caucase, en Kakhétie et en Arménie, qui étaient passés sous contrôle russe dans le sillage de la guerre russo-turque.
En 1837, Friedrich Parrot fait un voyage au Cap Nord. À Tornio, au nord de la Finlande, il effectue des observations sur les oscillations d'un pendule et sur le magnétisme terrestre. Une longue maladie et son décès précoce empêchent la publication des résultats de ce dernier voyage.

## Ascensions

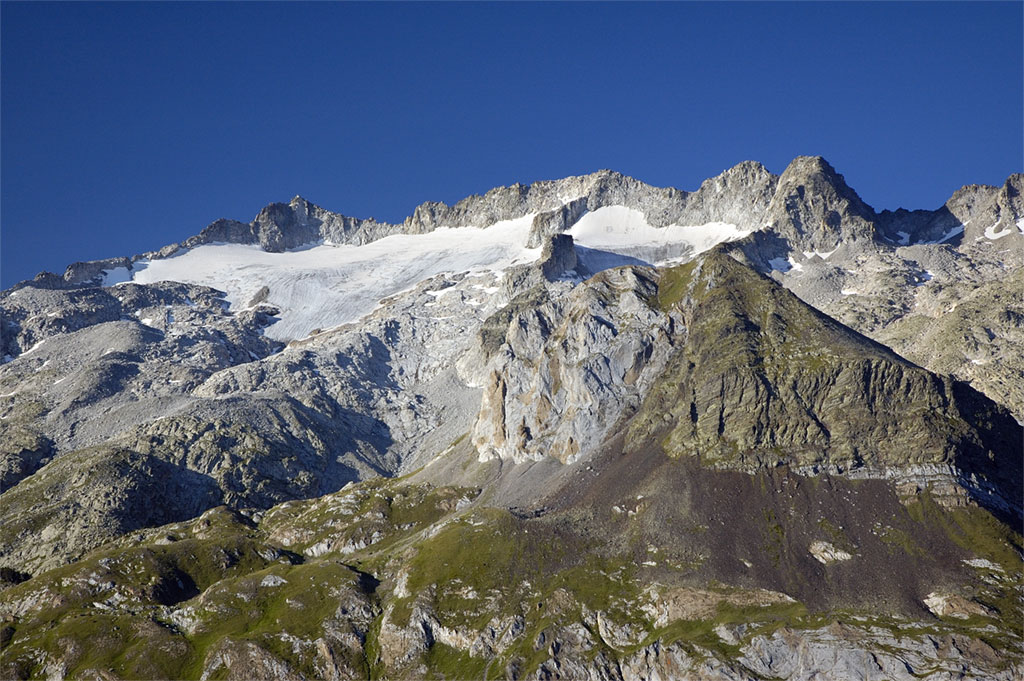
Sommet de la Maladeta

Friedrich Parrot est un des pionniers de l'alpinisme scientifique. Le 15 septembre 1817, il fait l'ascension de la Maladeta (3 312 m). De Luchon, il part avec le guide Pierre Barrau vers la Maladeta, jusqu'au point extrême atteint habituellement. À partir de ce point, il poursuit l'ascension, et, avec Barrau, ils atteignent le sommet, le 28 septembre 1817. Ensuite, en quelques jours, Parrot accomplit un grand périple sur les sommets du Luchonnais et de l'Espagne voisine. Il réalise la première ascension du pic Perdiguère, toujours avec Pierre Barrau[réf. nécessaire].
Sous le règne du tsar Nicolas Ier, Friedrich Parrot et le diacre et poète arménien Khatchatour Abovian furent les premiers à faire l’ascension complète du mont Ararat (5 137 m), en Turquie, à la recherche de l’arche de Noé, le 9 octobre 1829. Ils étaient accompagnés par des Arméniens, des officiers russes et trois étudiants de Parrot. Parmi eux, l'histoire a conservé les noms d'Alexei Sdrovenko, Matvei Chalpanof, Ovannes Aivassian et Murat Pogossian.